# 대곡
대곡(大谷, ?~?)은 신라의 관리이다.

## 생애
그는 일길찬 관등으로서 유례이사금의 명을 받아 왜에게 함락된 사도성을 되찾은 뒤 성을 개축하고 80여 가를 부호 80여 가를 그곳으로 옮겼다.